# Svarttjärnen (Ljusnarsbergs socken, Västmanland, väster om Ställdalen)
Svarttjärnen är en sjö i Ljusnarsbergs kommun i Västmanland och ingår i Norrströms huvudavrinningsområde.